# وندبورگ
وندبورگ (به آلمانی: Wendeburg) یک شهر در آلمان است که در پاینه واقع شده‌است. وندبورگ ۱۰٬۱۳۶ نفر جمعیت دارد.